# Tjatkalskij Chrebet
Tjatkalskij Chrebet (ryska: Чаткальский Хребет) är en bergskedja i Kirgizistan. Den ligger i den västra delen av landet, 400 km väster om huvudstaden Bisjkek.